# Aaru
Aaru er i den ægyptiske mytologi et sted i Duat, der ligner Nildalen, hvor fromme egyptere kommer hen efter døden, når de har bestået hjertevejningen. Det er blandt andet stedet hvor Osiris' palads ligger.
I begyndelsen mente man, at kun de kongelige kunne komme til Aaru, men i nye rige var det også alle andre.

## Aaru som hieroglyffer
| M17 | G1 | D21 | G43 | M2 | M2 | M2 |